# Димитър Паракозов
Димитър Костадинов Паракозов е български революционер, деец на Вътрешната македоно-одринска революционна организация и Българската комунистическа партия.

## Биография
Димитър Паракозов е роден в 1876 година в бедно семейство в неврокопското село Долен, тогава в Османската империя. Става член на ВМОРО и участва в националноосвободителните борби. През Балканските войни е доброволец в Македоно-одринското опълчение. Установява се в Бургас, където работи като пристанищен работник и става социалист. В 1914 година се връща в Неврокопско и работи като секретар-бирник в Плетена, Слащен, Скребатно и Либяхово. През Първата световна война служи в бреговата артилерия в Бургас. След войната отново става секретар-бирник във Фотовища, Сатовча, Садово и работи за създаване на организации на Българската комунистическа партия в района. В 1924 година е уволнен и се връща в Долен. През май 1925 година е задържан и откаран в Сатовча, после в Неврокоп. От Неврокоп при Дъбнишката акция на ВМРО го откарват в Дъбница, където е измъчван и на 16 юни 1925 година е убит.